# Sceloporus stejnegeri
Sceloporus stejnegeri (колюча ігуана Штейнеґера) — вид ігуаноподібних ящірок родини фриносомових (Phrynosomatidae). Ендемік Мексики. Вид названий на честь норвезько-американського зоолога Леонарда Штейнеґера.

## Поширення і екологія
Колючі ігуани Штейнеґера мешкають на тихоокеанських схилах Південної Сьєрра-Мадре у мексиканському штаті Герреро. Вони живуть в сосново-дубових і широколистяних тропічних лісах. Зустрічаються на висоті від 1000 до 2800 м над рівнем моря.